# Стационе Моларе (Алесандрија)
Стационе Моларе је насеље у Италији у округу Алесандрија, региону Пијемонт.
Према процени из 2011. у насељу је живело 421 становника. Насеље се налази на надморској висини од 207 м.